# Aprilie 2006
Acest articol este generat integral pe baza informațiilor din articolul 2006 și este actualizat periodic de un robot.
 Editările făcute în articol vor fi șterse la următoarea actualizare! Dacă doriți să faceți modificări, editați articolul-sursă.

ianuarie -
februarie -
martie -
aprilie -
mai -
iunie -
iulie -
august -
septembrie -
octombrie -
noiembrie -
decembrie
Aprilie 2006 a fost a patra lună a anului și a început într-o zi de sâmbătă.

## Evenimente

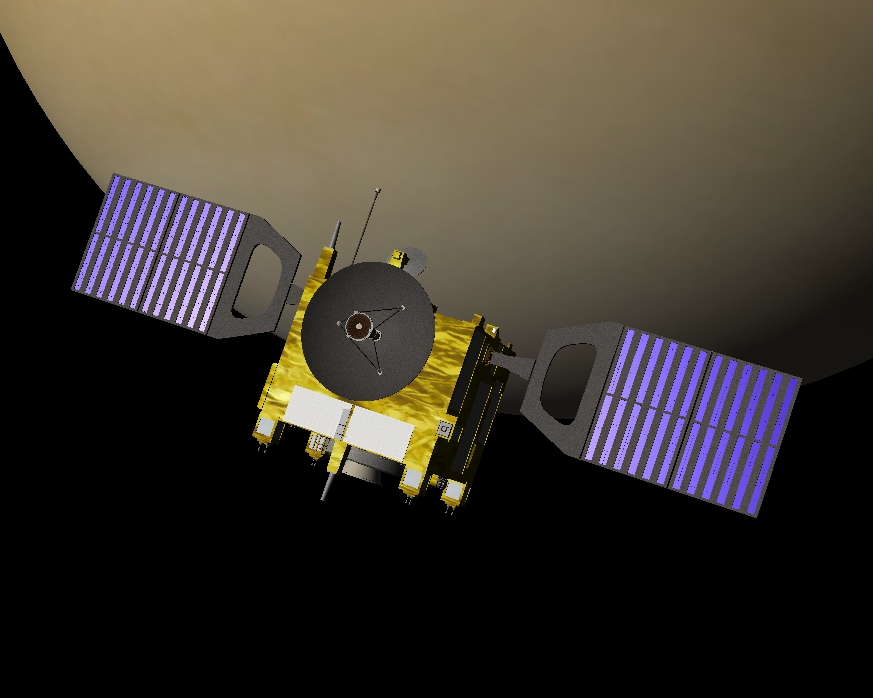
Venus Express

- 4 aprilie: Nivelul Dunării atinge cote record.
- 11 aprilie:  Președintele Mahmoud Ahmadinejad confirmă faptul că Iranul a produs cu succes câteva grame de uraniu îmbogățit cu grad scăzut .
- 11 aprilie: Agenția Spațială Europeană confirmă că sonda Venus Express  a intrat pe orbita planetei Venus.
- 17 aprilie: Atentat sinucigaș produs la Tel Aviv și revendicat de gruparea radicală palestiniană "Jihadul Islamic". Din cele nouă victime, două erau de cetățenie română.
- 20 aprilie: Ionel Haiduc devine noul președinte al Academiei Române, succedându-l pe Eugen Simion.
- 27 aprilie: Un soldat român și trei italieni au fost uciși, în Irak într-o explozie la Nassyria, provocată de un dispozitiv artizanal.

## Decese
- 3 aprilie: Harry McGilberry, 56 ani, cântăreț american (The Temptations), (n. 1950)
- 3 aprilie: Andrei Olinescu, 76 ani, medic român (n. 1929)
- 5 aprilie: Ion Itu, 70 ani, deputat român (1990-1992), (n. 1935)
- 5 aprilie: Ferenc Papp (Bálint István, Sün Sanyi), 81 ani, scriitor maghiar (n. 1924)
- 8 aprilie: Gerard Reve (Gerard Kornelis van het Reve), 82 ani, scriitor neerlandez (n. 1923)
- 11 aprilie: Proof (n. DeShaun Dupree Holton), 32 ani, rapper și actor american (n. 1973)
- 14 aprilie: Mircea Steriade, 81 ani, cercetător român (n. 1924)
- 16 aprilie: Radu Nor, 84 ani, scriitor român de literatură SF și polițistă (n. 1921)
- 16 aprilie: Josef Norbert Rudel, scriitor româno-israelian (n. 1921)
- 17 aprilie: Mihail-Constantin Eremia, 49 ani, profesor universitar român, Facultatea de Drept București (n. 1956)
- 17 aprilie: Marie-France Stirbois, 61 ani, politiciană franceză (n. 1944)
- 22 aprilie: Alida Valli, 84 ani, actriță italiană (n. 1921)
- 24 aprilie: Moshe Teitelbaum, 91 ani, rabin român (n. 1914)
- 26 aprilie: Yuval Ne'eman, 80 ani, fizician teoretician, expert în științe militare și politician israelian (n. 1925)
- 26 aprilie: Ulm Nicolae Spineanu, 63 ani, politician român (n. 1943)
- 28 aprilie: Nicolae Vîlcu, 56 ani, general din R. Moldova (n. 1950)
- 29 aprilie: Wilhelm „Willy” Zacharias, 92 ani, handbalist român (n. 1914)
- 29 aprilie: Lili Pancu, 97 ani, pictoriță română (n. 1908)
- 30 aprilie: Jean-François Revel, 82 ani, filosof, scriitor și ziarist francez (n. 1924)
- 30 aprilie: Pramoedya Ananta Toer, 81 ani, scriitor indonezian (n. 1925)